# Alcichthys elongatus
Alcichthys elongatus és una espècie de peix pertanyent a la família dels còtids.

## Descripció
- Fa 44 cm de llargària màxima i 1.000 g de pes.[3][4]

## Hàbitat
És un peix marí, demersal i de clima temperat que viu entre 15 i 269 m de fondària.

## Distribució geogràfica
Es troba al Pacífic nord-occidental: el Japó i el mar d'Okhotsk.

## Observacions
És inofensiu per als humans.